# Clan Ashina
Le clan Ashina (蘆名氏), clan japonais de l'époque Sengoku, descend du clan Taira par le clan Miura. Les caractères kanji 芦名 et 葦名 sont parfois aussi utilisés. Le nom vient de la zone nommée « Ashina » dans la ville de Yokosuka, moderne préfecture de Kanagawa.
Le clan comprend deux branches : Sagami-Ashina (相模蘆名氏) et Aizu-Ashina (会津蘆名氏). La première est fondée quand le troisième fils de Yoshitsugu Miura adopte le nom « Ashina ». La seconde descend de Yoshitsuru Sawara, septième fils de Yoshiaki Miura. Cette généalogie ne fait cependant pas l'unanimité parmi les spécialistes. Au cours de l'époque de Muromachi, le clan revendique la position de shugo du domaine d'Aizu. En 1589, le clan subit une sévère défaite infligée par Date Masamune à la bataille de Suriagehara, défaite qui conduit à la disparition du clan.
Les Ashina jouent un rôle important dans le roman Yagyu Ninpocho de Fūtarō Yamada où, à la suite de leur défaite face à Masamune, ils disparaissent pour réapparaître des années plus tard comme ninjas au service du daimyo du domaine d'Aizu.
Le clan n'a strictement rien à voir avec la tribu Ashina qui était le nom que les Chinois donnaient aux Köktürks, les ancêtres des peuples turcophones d'Asie centrale.
Le clan Ashina est représenté dans le jeu vidéo Sekiro: Shadows Die Twice sorti le 22 mars 2019.

## Source de  la traduction
- (en) Cet article est partiellement ou en totalité issu de l’article de Wikipédia en anglais intitulé « Ashina clan » (voir la liste des auteurs).